# Clique du Plateau
Ne doit pas être confondu avec la Clique du Château du Bas-Canada
La clique du Plateau est un terme utilisé pour décrire une certaine élite progressiste, une intelligentsia associée à la gauche caviar, composée de gens qui auraient une influence importante sur la culture et les médias du Québec à partir de la ville de Montréal, et plus précisément l'un de ses quartiers, le Plateau Mont-Royal, où résident plusieurs artistes et journalistes.
La clique du Plateau est accusée d'être associée à la gauche politique, et dans certains cas à la souveraineté du Québec, et elle est considérée comme réfractaire aux idéologies centristes ou droitistes.
Cette clique est perçue par plusieurs comme ayant un certain pouvoir politique, étant donné que ses membres seraient sur-représentés dans le pouvoir décisionnel lié au contenu des médias québécois.

## Origine
C'est d'abord le terme « clique de Montréal » qui est forgé par l'animateur de radio de Québec Jeff Fillion sur les ondes de CHOI-FM en 2004, mais le terme « clique du plateau » va vite lui être privilégié. C'est d'ailleurs peu de temps après que le terme « radio poubelle » sera recensé dans des médias montréalais, en réaction au style provocateur de cette station. 
Biens d'autres appellations ont été utilisées à CHOI pour désigner la clique : « l’armée du Plateau Mont-Royal », « les péteux de Montréal », « l’establishment québécois », « la péteuterie », « la tribu », etc. La clique réunirait  ainsi « les journalistes, les éditorialistes, donc nos grandes institutions, les grands journaux, nos politiciens, nos artistes, nos associations, nos regroupements syndicaux » (26 juillet 2004) mais aussi des « femmes qui se rassemblent […] dans un café gauchiste » (23 juillet). Selon Fillion, du moins à cette époque, c’est la « tribu du Plateau Mont-Royal » qui, après les médias et les politiciens, est le groupe le plus opposé à ses auditeurs. Il estime d'ailleurs que Montréal, la tribu, veut démolir et « montréaliser » la ville de Québec.
Le mot clique signifie ici coterie, soit une bande de gens qui veulent parvenir à leurs fins d’une manière peu honnête. Bien que l'existence d'une telle clique soit réfutée par plusieurs, le terme est mentionné par différents animateurs ou journalistes : Pierre Foglia, Patrick Lagacé, le journal Voir, David Desjardins, Stéphane Gendron, Richard Martineau et son émission Les Francs-Tireurs à Télé-Québec.
L'animateur de Tout le monde en parle, Guy A. Lepage, est fréquemment mentionné comme le représentant principal de la clique du Plateau. Des personnalités telles Patrick Lagacé, Amir Khadir, Luck Mervil, Richard Martineau y ont également été associées sans que leurs lieux de résidence n'aient été vérifiés[réf. nécessaire].

## Enjeux politiques et idéologie
Les principales préoccupations et enjeux politiques défendus par la clique du Plateau sont la justice sociale, le multiculturalisme, l'antiaméricanisme et l'écologisme.

## Influence alléguée sur la culture du Québec

### Arts et culture
« [...] La télévision n'est plus ce qu'elle était quand j'y fis mes premiers pas. [...] [Elle] a cessé d'occuper le territoire québécois pour se faire carrément montréaliste. »

— Victor-Lévy Beaulieu